# Ion Teoreanu
Ion Teoreanu (n. 1929 - d. 2013) a fost un om de știință din domeniul chimiei.,  Ion Teoreanu a fost ministru al educației și învățământului în guvernul Ilie Verdeț (2) și în guvernele lui Constantin Dăscălescu, în perioada 1982 - 1989.

## Distincții
- Ordinul Muncii clasa a III-a (10 august 1964) „pentru merite deosebite în opera de construire a socialismului, cu prilejul celei de a XX-a aniversări a eliberării patriei”[4]
- Ordinul „Tudor Vladimirescu” clasa a IV-a (30 aprilie 1966) „cu prilejul celei de-a 45-a aniversări de la înființarea Partidului Partidului Comunist din România, pentru merite deosebite în opera de construire a socialismului”[5]
- Ordinul „Meritul Științific” clasa a II-a (7 mai 1981) „pentru rezultatele obținute în îndeplinirea cincinalului 1976–1980, pentru contribuția deosebită adusă la înfăptuirea politicii Partidului Comunist Român de făurire a societății socialiste multilateral dezvoltate în patria noastră, cu prilejul aniversării a 60 de ani de la făurirea Partidului Comunist Român”[6]